# بلسم ليك (ويسكونسن)
بلسم ليك (بالإنجليزية: Balsam Lake (town) Wisconsin)‏ هي بلدة تقع في مقاطعة بولك بولاية ويسكونسن في الولايات المتحدة. تبلغ مساحتها 83.5 (كم²)، وترتفع عن سطح البحر  م، بلغ عدد سكانها 1384 نسمة في عام 2000 حسب إحصاء مكتب تعداد الولايات المتحدة.

## وصلات خارجية
- The US50 - Cities and Towns in Wisconsin State
- Wisconsin Cities and Towns, Facts, Map, Flag, Colleges, Government, and More